# وارن (حوزه سرشماری)، ماساچوست
وارن (به انگلیسی: Warren) یک منطقهٔ مسکونی در ایالات متحده آمریکا است که در شهرستان ووستر، ماساچوست واقع شده‌است. وارن ۳٫۳ کیلومتر مربع مساحت و ۱٬۴۰۵ نفر جمعیت دارد و ۱۹۳ متر بالاتر از سطح دریا واقع شده‌است.